# Maria Lota Kaul
Maria Lota Kaul (* 30. April 2000) ist eine estnische Tennisspielerin.

## Karriere
Kaul begann mit fünf Jahren das Tennisspielen und bevorzugt Sandplätze. Sie spielt bislang vorrangig auf der ITF Women’s World Tennis Tour, wo sie bisher aber noch keinen Titel gewinnen konnte.
Bei den Braunschweig Women’s Open 2021 erreichte sie mit Partnerin Elena Malõgina das Viertelfinale im Doppel. Im November 2021 erreichte sie bei den Aberto da República das Viertelfinale im Dameneinzel.
Für die estnische Fed-Cup-Mannschaft hat sie 2017 in zwei Begegnungen zwei Doppel bestritten, die sie beide verlor.